# Amalikiáš

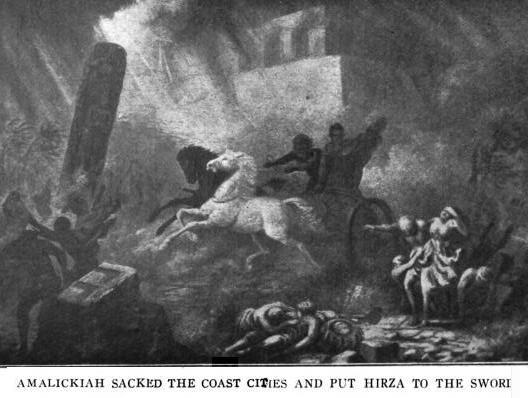
Amalikiáš, nefitský zrádce

Amalikiáš (také Amalekiáš) je nefitský zrádce, vystupujíci v Knize Mormonově, americkém náboženském díle. Panují pochyby o tom, zda se jedná o historickou osobu.
Amalikiáš získal moc mezi Lamanity a vedl je proti Nefitům. Zmínky o nem se nachádzejí v Knize Alma v kapitolách 46-51.